# Valea Mică (okręg Gorj)
Valea Mică – wieś w Rumunii, w okręgu Gorj, w gminie Samarinești. W 2011 roku liczyła 24 mieszkańców.